# Trimix
Trimix er en gasblanding der består af tre gasser, der af navnet trimix. Trimix består af ilt (Oxygen), helium og kvælstof (Nitrogen). 

## Anvendelsesområde
Trimix benyttes til dykning hvor dybden er så stor at man med atmosfærisk luft ville få problemer med nitrogennarkose og iltforgiftning, 
typisk dybere end ca. 35 meter. Da man ved dykning med heliumbaserede gasser skal igennem en lang dekompression, anvendes der næsten 
altid nitrox og (eller) ilt til at forkorte dekompressionen.
Ved trimixdykning til dybder større end 130 meter kan dykkeren få problemer med high pressure nervous syndrome (HPNS).

## Fremstilling
I praksis blandes trimix af ilt, helium og atmosfærisk luft. Da de primære bestanddele i atmosfærisk luft er ilt og kvælstof, 
kommer trimix blandingen til at bestå af ilt, helium og kvælstof. I forbindelse med dykning ser man i ofte bort fra de øvrige 
gasser (CO2, Argon, vanddamp mfl.) der er i atmosfærisk luft, da disse gasser kun er repræsenteret i meget små mængder. I teorien 
spiller det ikke nogen rolle i hvilken rækkefølge gasserne blandes. I praksis er det mest anvendt at starte med helium, der efter 
ilt og til slut atmosfærisk luft. Dette skyldes at den mest anvendte blandemetode er partialtryksmetoden.

## Valg af trimix blanding
Hvilken trimix blanding dykkeren vælger afgøres af personlige grænser, dybde, til rådigt dykkermateriel og økonomi.
Iltindhold
Ved dykning er den almene opfattelse at ilt-partialtrykket ikke må overstige 1,6 ATA under dekompression, og 1,4 ATA under selve 
dykningen. Derfor er det absolutte tryk (dybden) der dikterer det maksimale iltindhold i en trimix blanding. 
Ved et dyk til 90 meter vil det absolutte tryk være 10 ATA. Ved et iltpartialtryk på 1,4 ATA er iltfraktionen 1,4/10 = 0,14 = 14 %
Kvælstofindhold
Til at bestemme kvælstofindholdet er det meget udbredt at anvende ækvivalent luft dybde (ÆLD). Dvs. dykkeren vælger det samme 
kvælstofpartialtryk som der er ved et luftdyk til en dybde hvor dykkere ikke har problemer med nitrogennarkose. Det kunne f.eks. være 
30 meter. Ved den dybde der skal dykkes trimix til skal kvælstofpartialtrykket være lig med kvælstofpartialtrykket ved luft på 30 meter.
På 30 meter er det absolutte tryk 4 ATA, Kvælstofpartialtrykket i luft ved 4 ATA er = 4*0,79 = 3,16 ATA. Kvælstof fraktionen ved et dyk 
til 90 meter med en ÆLD på 30 meter er = 3,16/10 = 0,316 = 32 %
Heliumindhold
Heliumindholdet er det der er tilbage når iltindhold og kvælstofindhold er fundet.
Ved et dyk med de ovenstående gasser vil heliumindholdet blive = 100-32-14 = 54 %
Trimixblandingen ville bestå af 14 % ilt, 54 % helium og 32 % kvælstof. Trykflasken blandingen opbevares i mærkes 14/54

## Fordele
Med trimix er det muligt at reducere den ækvivalente luft dybde, og dermed den nitrogennarkose, en dykker bliver påvirket af. 
Det er også muligt at reducere iltindholdet så dykkeren ikke risikerer at pådrage sig iltforgiftning.
Derfor er det muligt at dykke meget dybt med trimix.

## Ulemper
På grund af at helium har en meget høj varmeledningsevne vil man miste meget varme igennem den udåndede gasmængde. Varmeledningsevnen betyder også at en dykker vil miste meget varme hvis tørdragten trykudlignes med en gas der indeholder helium. Derfor bruges trimix ikke til at trykudligne en tørdragt. Det er meget udbredt at bruge Argon til dragtgas, da Argon har en meget dårlig varmeledningsevne. Inden for de sidste par år er luft også blevet en populær dragtgas. I praksis betyder dette at en dykker må medbringe en lille trykflaske der indeholder dragtgassen.
Efter som trimix anvendes til dyb dykning, hvor det absolutte tryk er meget højt, vil en dykker optage meget inertgas i sin krop. For at undgå trykfaldssyge er det nødvendigt at gennemføre en meget omfattende dekompression, hvor der anvendes dekompressionsgasser i form af nitrox og/eller ilt. Det er ikke ualmindeligt at en dekompression fra et dybt dyk med trimix kan tage 6 – 8 gange den tid dykkeren er på bunden.

## Diverse
Andre ord for trimix:
- Triox, trimix hvor ilt indholdet typisk er større end 21 %.
- Normox trimix, trimix hvor ilt indholdet er tæt på 21 %.
- Trimix, trimix hvor ilt indholdet er mindre end 21%.
- HeliAir, trimix der er blandet af Helium og atmosfærisk luft. Forholdet imellem ilt og kvælstof er altid 21/79.

Et alternativ til trimix er Heliox, der består af en blanding af helium og ilt.